# Oľšavica
Oľšavica es un municipio del distrito de Levoča en la región de Prešov, Eslovaquia, con una población estimada a final del año 2024 de 232 habitantes.
Se encuentra ubicado al suroeste de la región, cerca del río Hernád (cuenca hidrográfica del río Tisza) y de la frontera con la región de Košice.

## Demografía
| Año        | 1994 | 2004    | 2014     | 2024     |
| ---------- | ---- | ------- | -------- | -------- |
| Población  | 343  | 312     | 275      | 232      |
| Diferencia |      | −9,03 % | −11,85 % | −15,63 % |

| Año        | 2023 | 2024    |
| ---------- | ---- | ------- |
| Población  | 236  | 232     |
| Diferencia |      | −1,69 % |